# Лынеруяха
Лынеруяха (также Лынеру-Яха) — река в России, протекает по Ямало-Ненецкому АО. Исток находится в северной части Северо-Гыданской низменности на Гыданском полуострове на высоте более 37 м над уровнем моря. В верховьях течёт преимущественно в северном направлении. Обогнув с запада озеро Ненецкое, русло поворачивает на запад. В низовьях течёт на северо-запад и испытывает приливно-отливные течения. В среднем течении, где река активно меандрирует, ширина реки достигает 32 м при глубине 2,3 м. Скорость течения — 0,3 м/с. В нижнем течении, на протяжении 30 км, река протекает по заболоченной прибрежной низменности, прилегающей к Юрацкой губе. Впадает с юго-востока в Юрацкую губу Карского моря в 4,5 км северо-восточнее устья Есяяхи. Длина реки составляет 131 км, площадь водосборного бассейна — 690 км². В бассейне множество некрупных озёр.
Основной приток — река без названия длиной 35,9 км, впадающая слева.

## Данные водного реестра
По данным государственного водного реестра России относится к Нижнеобскому бассейновому округу, водохозяйственный участок — реки бассейна Карского моря от северо-восточной границы бассейна реки Таз до границы бассейна Енисейского залива, речной подбассейн реки — отсутствует. Речной бассейн реки — Таз.
Код объекта в государственном водном реестре — 15050000212115300080026.